# Janneke Elzinga
Janneke Elzinga (januari 1994) is een Nederlands langebaanschaatsster en marathonschaatsster.
Op 12 maart 2017 reed Elzinga op Triavium in Nijmegen het baanrecord op de 10.000 meter. Op 12-3-2022 scherpte zij haar eigen baanrecord aan tot 15.16,42.

## Records

### Persoonlijke records[5]
| Afstand      | Tijd     | Datum           | Baan       |
| ------------ | -------- | --------------- | ---------- |
| 500 meter    | 45,91    | 11 maart 2018   | Nijmegen   |
| 1000 meter   | 1.30,74  | 24 januari 2015 | Nijmegen   |
| 1500 meter   | 2.13,61  | 19 maart 2016   | Nijmegen   |
| 3000 meter   | 4.30,44  | 12 oktober 2019 | Heerenveen |
| 5000 meter   | 7.39,91  | 11 maart 2018   | Nijmegen   |
| 10.000 meter | 15.16,42 | 13 maart 2022   | Nijmegen   |

## Privé
Naast haar carrière als schaatsster, studeerde Elzinga af als microbioloog aan de Universiteit Wageningen.
- ORCID: 0000-0002-4819-9499